# The Honourable
The Honourable (abgekürzt The Hon. oder Hon.; deutsch der/die Ehrenwerte) ist eine Höflichkeitsform, die traditionellerweise mit bestimmten Adelstiteln oder Ämtern im Vereinigten Königreich, in den Staaten des Commonwealth und anderswo in englischsprachigen Ländern verbunden ist. In den Vereinigten Staaten wird die Schreibweise The Honorable verwendet.
Dieses Höflichkeitsprädikat ist nicht mit dem Prädikat The Right Honourable zu verwechseln.

## Berechtigung
Folgende Personen sind berechtigt, die Anrede als Namenszusatz zu verwenden oder mit dieser förmlich angesprochen zu werden:
- Söhne von Earls sowie Söhne und Töchter von Viscounts, Barons und Lords of Parliament. Sie führen das Höflichkeitsprädikat The Honourable (deutsch „der Ehrenwerte“), gewöhnlich abgekürzt zu „Hon.“, vor ihrem Vor- und Zunamen. Das Höflichkeitsprädikat führen auch die Frauen von Söhnen von Earls.
- Richter des High Courts und anderer höherer Gerichte in den Ländern des Commonwealth (wenn der Richter ein Knight oder Baronet ist, wird die Anrede Sir John Smith anstelle von The Honourable Mr. Justice Smith verwendet)
- Mitglieder oberster Exekutiv- und Legislativräte (oder der Senate) in Ländern des Commonwealth

In den Vereinigten Staaten wird die Anrede „The Honorable“ verwendet:
- für verschiedene Beamte auf Bundesebene und auf Ebene der Bundesstaaten. Am häufigsten wird sie für den designierten Präsidenten (president-elect), Gouverneure, Richter und Kongressmitglieder verwendet, wenn diese förmlich angesprochen werden.

## Verwendung
Das Prädikat wird nur bei der Bezeichnung in dritter Person verwendet, nicht als gesprochene Anrede. Beispielsweise wird The Hon. John Smith MP andernfalls einfach als Mr. Smith bezeichnet.
Im britischen House of Commons bezeichnen sich die Mitglieder gegenseitig als The Honourable Member for [Wahlkreis] bzw. als The Right Honourable Member for [Wahlkreis], wenn sie dem Privy Council angehören. Des Weiteren werden Mitglieder der eigenen Partei mit My (Right) Honourable friend, Mitglieder anderer Parteien mit The (Right) Honourable lady/gentleman angesprochen. Diese Anrede ist jedoch nur innerhalb des Parlaments gebräuchlich.